# 230-й штурмовой авиационный полк
230-й штурмовой авиационный полк (230-й шап) — авиационный полк штурмовой авиации, принимавший участие в Великой Отечественной войне.

## Наименование полка
В различные годы своего существования полк имел наименования:
- 230-й скоростной бомбардировочный авиационный полк (с 15.08.1940 г.);
- 230-й штурмовой авиационный полк (с 27.07.1942 г.);
- 130-й гвардейский штурмовой авиационный полк (с 03.09.1943 г.);
- 130-й гвардейский штурмовой авиационный Краснознамённый полк (с 25.11.1944 г.);
- 130-й гвардейский штурмовой авиационный Братиславский Краснознамённый полк (с 17.05.1945 г.);
- 642-й гвардейский штурмовой авиационный Братиславский Краснознамённый полк (642 гв. шап) (с 10.01.1949 г.);
- 642-й гвардейский истребительно-бомбардировочный авиационный Братиславский Краснознамённый полк (642-й оибап) (с 11.04.1956 г.);
- 642-й отдельный гвардейский авиационный истребительно-бомбардировочный Братиславский Краснознамённый полк первой линии (642-й ибап) (с 11.04.1960 г.);
- 642-й отдельный гвардейский авиационный Братиславский Краснознамённый полк истребителей-бомбардировщиков (642 гв. оапиб) (с ноября 1976 г.);
- 642-й гвардейский авиационный Братиславский Краснознамённый полк истребителей-бомбардировщиков (642-й гв. апиб) (с апреля 1984 г.);
- 642-й гвардейский авиационный истребительный авиационный Братиславский Краснознамённый полк (642-й гв. иап) (с сентября 1990 г.);
- Войсковая часть (Полевая почта) 78530.

## Формирование полка
230-й штурмовой авиационный полк получил сформирован 27 июля 1942 года на основании приказа НКО СССР, в котором 230-й скоростной бомбардировочный авиационный полк переформирован в 230-й штурмовой авиационный полк 3-х эскадрильного состава на самолётах Ил-2 с мотором АМ −38.

## Преобразование полка
230-й штурмовой авиационный полк 03 сентября 1943 года Приказом НКО СССР за боевое отличие и проявленные мужество и героизм и на оснвоании Директивы Генерального штаба преобразован в 130-й гвардейский штурмовой авиационный полк

## В действующей армии
В составе действующей армии:
- с 12 ноября 1942 года по 3 сентября 1943 года, всего 295 дней.

## Командир полка
- Подполковник Макар Зиновьевич Гребень, период нахождения в должности: 17.02.1942 — 09.1943 г.

## Переучивание на новый самолёт Ил-2
с 4 августа 1942 года по 22 октября 1942 года 230-й штурмовой авиационный полк входил в состав 43-го запасного авиаполка 1 ЗАБ Приволжского военного округа (ст. Кипень, д. Грачевка, Куйбышевской области). Получив пополнение, полк был сформирован 07 августа 1942 года. 18 октября 1942 года полк успешно прошёл программу переучивания, окончены 1-й и 2-й разделы с оценкой «отлично», 32 лётчика прошли переучивание. За это период полк произвёл: полётов — 1787, общий налёт — 739 часов, в том числе в составе пары и звена — 459, девяткой (эскадрильей)- 66, по маршруту — 224, на стрельбы — 259, на бомбометание — 274. Полк получил на авиазаводе № 1 имени Сталина (Безымянка) 32 самолёта Ил-2. Полк полностью готов к ведению боевых действий в условиях дня. Готовность к убытию на фронт — 19.10.1942 года. Боевой состав:
| Боеготовых экипажей | 32 | Боеготовых самолётов | 32 |
| ------------------- | -- | -------------------- | -- |

## В составе соединений и объединений
| Период        | Фронт (округ)              | армия                | корпус                           | дивизия                             | примечание                                           |
| ------------- | -------------------------- | -------------------- | -------------------------------- | ----------------------------------- | ---------------------------------------------------- |
| 27.07.1942 г. | Приволжский военный округ  |                      | 1-й ЗАБ                          | 43-й запасной полк                  | ст. Кипень, д. Грачевка Куйбышевская область         |
| 10.10.1942 г. | авиация Резерва Ставки ВГК |                      | 2-й штурмовой авиационный корпус | 232-я штурмовая авиационная дивизия | Борки Кимринского района Калининской области         |
| 12.11.1942 г. | Калининский фронт          | 3-я Воздушная армия  | 2-й штурмовой авиационный корпус | 232-я штурмовая авиационная дивизия | д. Васильево Кувиновского района Калининской области |
| 05.01.1943 г. | Волховский фронт           | 14-я Воздушная армия |                                  | 232-я штурмовая авиационная дивизия | д. Будогощь Ленинградской области                    |
| 25.01.1943 г. | Волховский фронт           | 14-я Воздушная армия |                                  | 232-я штурмовая авиационная дивизия | д. Кицуя Волховского района Ленинградской области    |
| 13.03.1943 г. | Волховский фронт           | 14-я Воздушная армия |                                  | 232-я штурмовая авиационная дивизия | д. Порог Ленинградской области                       |
| 27.03.1943 г. | Калининский фронт          | 3-я Воздушная армия  | 2-й штурмовой авиационный корпус | 232-я штурмовая авиационная дивизия | д. Васильево Кувиновского района Калининской области |
| 04.04.1943 г. | Калининский фронт          | 3-я Воздушная армия  | 2-й штурмовой авиационный корпус | 232-я штурмовая авиационная дивизия | д. Анихиново, Калининской области                    |
| 29.06.1943 г. | Западный фронт             | 1-я Воздушная армия  | 2-й штурмовой авиационный корпус | 232-я штурмовая авиационная дивизия | д. Ржавцы, Смоленской области                        |
| 21.08.1943 г. | Западный фронт             | 1-я Воздушная армия  | 2-й штурмовой авиационный корпус | 232-я штурмовая авиационная дивизия | д. Шипуны Смоленской области                         |

## Участие в операциях и битвах

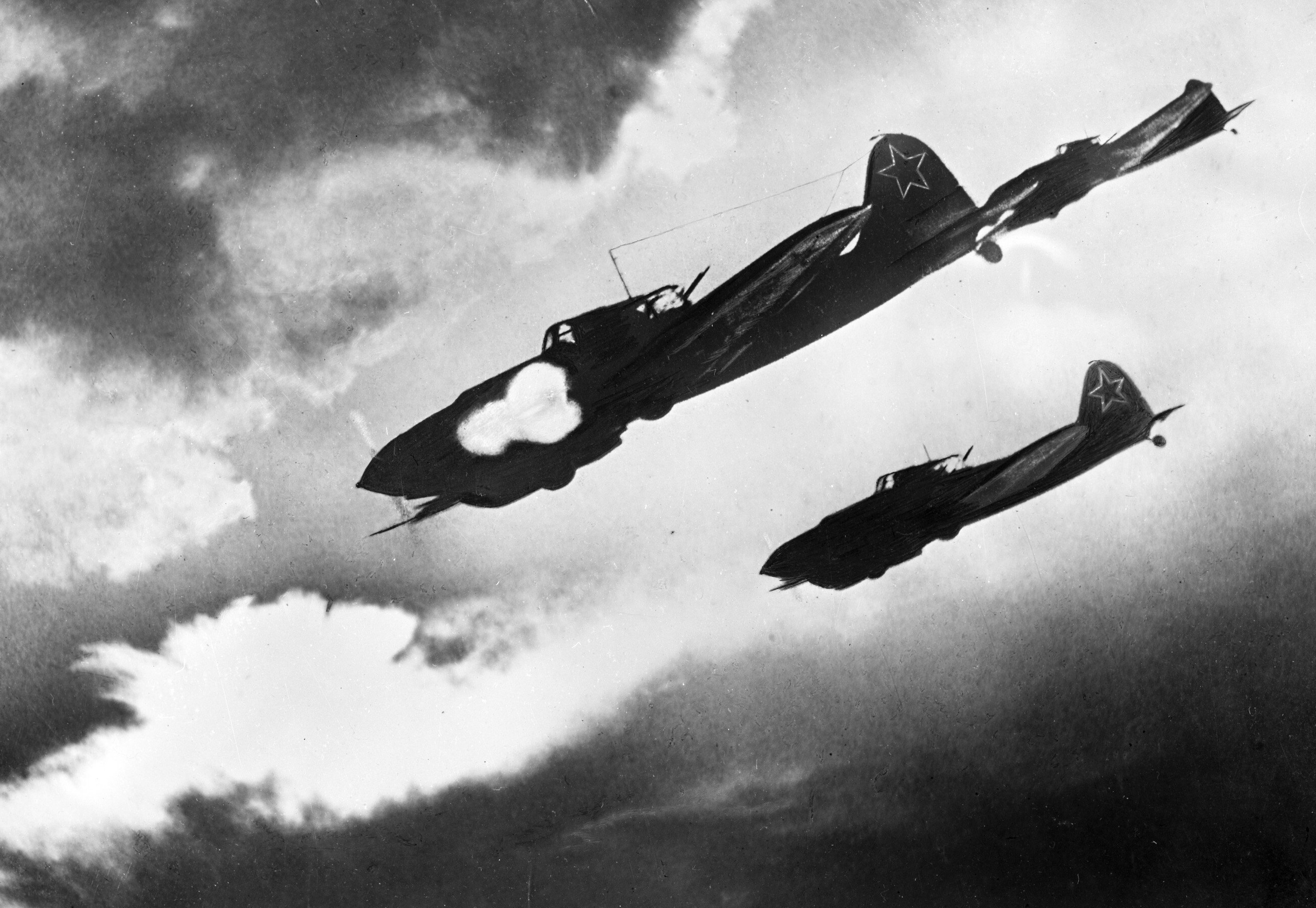
Штурмовик Ил-2 атакует

- Операция «Искра» (Операция по прорыву блокады Ленинграда), с 24 декабря 1942 года по 26 марта 1943 года
- Великолукская операция с 24 ноября 1942 года по 20 января 1943 года.
- Ржевско-Вяземская операция с 2 марта 1943 года по 31 марта 1943 года.
- Орловская стратегическая наступательная операция «Кутузов» с 12 июля 1943 года по 18 августа 1943 года
- Смоленская стратегическая наступательная операция «Суворов» с 7 августа 1943 года по 2 октября 1943 года
  - Спас-Деменская наступательная операция с 7 августа 1943 года по 20 августа 1943 года
  - Ельнинско-Дорогобужская наступательная операция с 28 августа 1943 года по 6 сентября 1943 года

## Боевой путь полка
В период с 22.10 по 30.12.1942 года полк действовал на Ржевском, Молодо-Тудовском, Оленинском, Белыйском направлениях. Выполнено 67 боевых вылетов, боевой налёт составил 98 часов.
Расход боеприпасов
| ФАБ-100 | ФАБ — 50 | АО 25 | РС-82 | Снарядов ШВАК | Патронов ШКАС |
| ------- | -------- | ----- | ----- | ------------- | ------------- |
| 169     | 41       | 228   | 238   | 8230          | 14 240        |

Потери, нанесённые противнику:
| Уничтожено                               | Количество | Уничтожено             | Количество | Уничтожено             | Количество |
| ---------------------------------------- | ---------- | ---------------------- | ---------- | ---------------------- | ---------- |
| солдат и офицеров                        | до роты    | орудий разного калибра | 14         | автомашин разных марок | 6          |
| подавлен огонь орудий ПА                 | 25         | автоцистерна           | 1          | подавлен огонь ЗА      | 23         |
| мост через реку                          | 1          | склад боеприпасов      | 1          | самолётов              | 1 Х U-52   |
| возникло очагов пожара в опорных пунктах | 5          |                        |            |                        |            |

Свои потери:
- личный состав: боевые потери личного состава нет, не боевые потери — 2 человека (технический состав).
- материальная часть: боевые потери — 2 самолёта Ил-2, не боевые потери — нет.

Не боевые действия:
Вылетов — 406, налёт — 210 часов. Выполнялись тренировочные полёты, ЛТУ, облёт района, полёты на стрельбу и бомбометание, перебазирование.
30 декабря 1042 года полк переброшен на Волховский фронт.
В период боевой работы на Волховском фронте при прорыве блокады Ленинграда (24.12.1942 — 26.03.1943)
Боевой состав на 10.01.1943 г.:
| Боеготовых экипажей | 32 | Боеготовых самолётов | 26 |
| ------------------- | -- | -------------------- | -- |

Полк участвовал в операциях войск Волховского и Ленинградского фронтов по прорыву блокады города Ленинграда, в штурме узла сопротивления Синявино и расширению полосы прорванной блокады (освобождение Октябрьской железной дороги) на участке Макарьевская Пустынь — Смердыня. Действовал по артиллерии, огневым средствам, живой силе, опорным пунктам, узлам сопротивления и подходящим резервам противника. Срывал железнодорожные перевозки, разрушал железнодорожные станции, сооружения, узлы и линии связи на участках: Чудово, Тосно: Тосно, Шапки, Мга.
Районы целей: Рабочие посёлки № 6, 7, 8, Сигалово, 1-й Эстонский, Михайловский, Синявино, Шапки, Тосно, Чудово, Мга, Макарьевская Пустынь, Смердыня, Грустыня, Будаково, Ранцы, Келколово, Мусталово, Костово, Болово, Бериговщина, Турышкино, Карбусель, Сологубка и другие.

За время боевых действий на Волховском фронте произведено: боевых вылетов — 380, боевой налёт — 352 часа.
Расход боеприпасов
| ФАБ-250 | ФАБ — 100 | АО 25 | АО — 15 | РС   | Снарядов ШВАК | Патронов ШКАС | Патронов БС |
| ------- | --------- | ----- | ------- | ---- | ------------- | ------------- | ----------- |
| 17      | 1253      | 1123  | 109     | 1732 | 41 360        | 56 910        | 300         |

Авиационные бомбы, всего — 159 260 кг.
За период боевых действий на Волховском фронте уничтожено:
| Уничтожено                              | Количество | Уничтожено                       | Количество | Уничтожено                                    | Количество |
| --------------------------------------- | ---------- | -------------------------------- | ---------- | --------------------------------------------- | ---------- |
| зенитных и станковых пулемётов          | 25         | орудий ЗА и ПА                   | 31         | подавлен огонь орудий ЗА и ПА разного калибра | 105        |
| подавлен огонь зенитно-пулемётных точек | 16         | автомобилей                      | 26         | танков                                        | 4          |
| складов с боеприпасами                  | 45         | рассеяно и уничтожено живой силы | до полка   | самолётов в воздухе                           | 2          |
| повозок с боеприпасами                  | 5          | радиостанций                     | 1          | ж. д. вагонов (платформ)                      | 121        |
| разрушено жд полотно (в местах)         | 3          | Блиндажей и дзотов               | 45         | другое имущество                              |            |

Потери полка: боевые потери лётчиков — 14 человек; воздушных стрелков — 3 человека, самолётов Ил-2 — 20 самолётов; боевые повреждения самолётов — 55 случаев. Воздушные бои: проведено 12 воздушных боев, уничтожено самолётов в воздухе — 2, на земле — 1 (15.01.1943 г. район Синявино, 1 Ме-109ф, мл. л-нт Литвинов; 1 ФВ-190, 14.02.1943 г. в районе Смердыня — капитан Соловяненко; 1 Ю-52. 17.12.1942 г. Район Турово — мл. л-нт Агмалов).
Боевой состав на 21.03.1943 г.:
| Боеготовых экипажей | 18 | Боеготовых самолётов | 14 |
| ------------------- | -- | -------------------- | -- |

21.03.1943 г. на основании распоряжения командира 232-й шад полк сдал материальную часть — 14 самолётов Ил-2 в боеготовом состоянии в 281-ю шад. 26.03 1943 г. полк убыл в г. Андреаполь на пополнение и укомплектование. Лётный и часть технического состава командированы в Борки для получения и перегонки новой материальной части.
В период с 31.07.1943 г. по 01.10.1943 г. полк участвовал в операциях войск Западного фронта по прорыву обороны противника, в наступлении и в боях за освобождение городов Спас-Деменск, Ельня, Ярцево, Рославль, Смоленск.
Расход боеприпасов за период
| ФАБ-100 | ФАБ — 50 | АО 25 | АО 15 | АО 10 | АО 8 | АО 2,5 | ПТАБ 1,5 | РС-82 | Снарядов ШВАК | Снарядов БЯ | Патронов ШКАС | патронов БС |
| ------- | -------- | ----- | ----- | ----- | ---- | ------ | -------- | ----- | ------------- | ----------- | ------------- | ----------- |
| 442     | 325      | 2356  | 47    | 849   | 736  | 6145   | 2431     | 1465  | 44013         | 16220       | 94552         | 6050        |

Всего сброшено бомб 13 341 шт. или 153 442 кг
Потери, нанесённые противнику:
| Уничтожено           | Количество              | Уничтожено                             | Количество | Уничтожено               | Количество |
| -------------------- | ----------------------- | -------------------------------------- | ---------- | ------------------------ | ---------- |
| солдат и офицеров    | до 10 батальонов пехоты | повозок с грузами                      | 64         | автомашин разных марок   | 283        |
| орудий ПА            | 99                      | танков                                 | 21         | подавлен огонь ЗА        | 20         |
| бронепоезд           | 1                       | склад боеприпасов                      | 23         | самолётов в воздухе      | 13         |
| паровоз              | 1                       | автоцистерн с горючим                  | 11         | миномётов                | 19         |
| тягачей              | 2                       | зарядных ящиков                        | 20         | дзотов и блиндажей       | 20         |
| подавлено батарей ПА | 25                      | подавлено батарей ЗА                   | 12         | подавлен огонь миномётов | 5          |
| подавлен огонь ЗП    | 12                      | зажгли очаги пожаров в опорных пунктах | 124        | прочее                   |            |

## Боевые награды полка
| Награда                     | Дата                                          | За что получена |
| --------------------------- | --------------------------------------------- | --- |
| Почётное звание Гвардейский | Приказ НКО СССР № 256 от 3 сентября 1943 года | За проявленную отвагу в боях за Отечество с немецкими захватчиками, стойкость и проявленный при этом героизм полк переименован в 130-й гвардейский штурмовой авиационный полк |

## Отличившиеся воины
- Томашевский Иван Герасимович, лётчик полка, Указом Президиума Верховного Совета СССР от 13 апреля 1944 года за образцовое выполнение заданий командования на фронте борьбы немецко-фашистскими захватчиками и проявленные при этом мужество и героизм удостоен звания Героя Советского Союза будучи штурманом звена 25-го гвардейского ночного бомбардировочного Московского авиационного полка 2-й гвардейской ночной бомбардировочной авиационной Сталинградской дивизии. Золотая Звезда № 1308.

## Кавалеры Ордена Ленина
- Командир 3-й авиационной эскадрильи Самоделкин Виктор Михайлович
- Младший лейтенант Турчин Фёдор Васильевич, награждён 12.02.1942 г.

## Воспоминания лётчиков полка
«Участие полка в боевых действиях по прорыву блокады города Ленина закалило лётный состав, сплотило его… Командир полка майор Гребень Макар Зиновьевич был опытным командиром, а главное то, что он сам лично водил группы самолётов на самых напряжённых участках полосы прорыва.
Вспоминаю, как лётный состав полка был восхищен мужеством и отвагой своего командира, его смекалкой, правильным выбором маршрута полёта группы и выходом на боевой курс к цели. Это поднимало моральный дух лётного состава, у лётчиков был хороший боевой настрой, узнав, что ведёт группу сам командир полка. Величие этого личного примера командира особенно осознаёшь, когда прошли годы и начинаешь вспоминать и взвешивать моральный дух однополчан, их порыв смело вступать в бой. Командир полка не получал приказа от командования дивизии на вылет ведущим группы. Это было велением его сердца, беспредельная преданность Родине и глубокое понимание целей и задач нашего командования по разгрому немецких полчищ, вторгшихся на нашу землю и окруживших город Ленина… Он очень хорошо ориентировался на карте, хорошо знал район действий и базирования полка, что позволяло ему правильно выбирать маршрут полёта на цель и обратно, внезапный выход на цель, поразив её и возвращался с группой всегда без единой потери. Полк получил суровую фронтовую закалку благодаря мужеству, отваге и умению своего командира Гребня М. З… Участие в боевых действиях полка в прорыве блокады Ленинграда дорого обошлось и нашему полку, многие славные соколы и воздушные стрелки сложили свои головы за наше правое дело. Их имена бессмертны. Вечная им Слава!»— Воспоминания заместителя командира 1-й эскадрильи Клишевича Фёдора Климентьевича

## Воздушный таран
Младший лейтенант Литвинов, Фёдор Иванович, командир звена 230-го штурмового авиационного полка, 15 января 1943 г. на Ленинградском фронте таранным ударом штурмовика сбил вражеский истребитель, произвёл посадку. Награждён орденом Отечественной войны 1 степени.

## Типы самолётов, состоящие на вооружении полка
- 1940—1942 гг. СБ
- 1942—1948 гг. Ил-2